# Raising Malawi

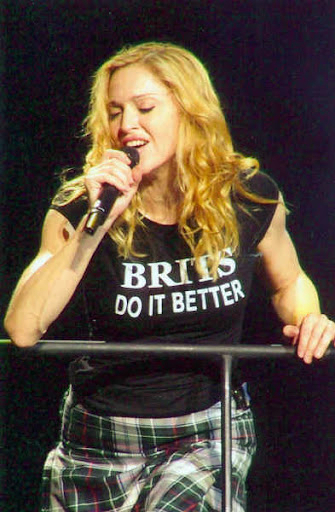
Madonna fundó la organización.

Raising Malawi (Elevando Malaui en español) es una fundación estadounidense fundada por la cantautora Madonna, que se dedica a la asistencia de niños del país más pobre del Mundo, Malaui, a través de la salud, la educación y el apoyo comunitario.

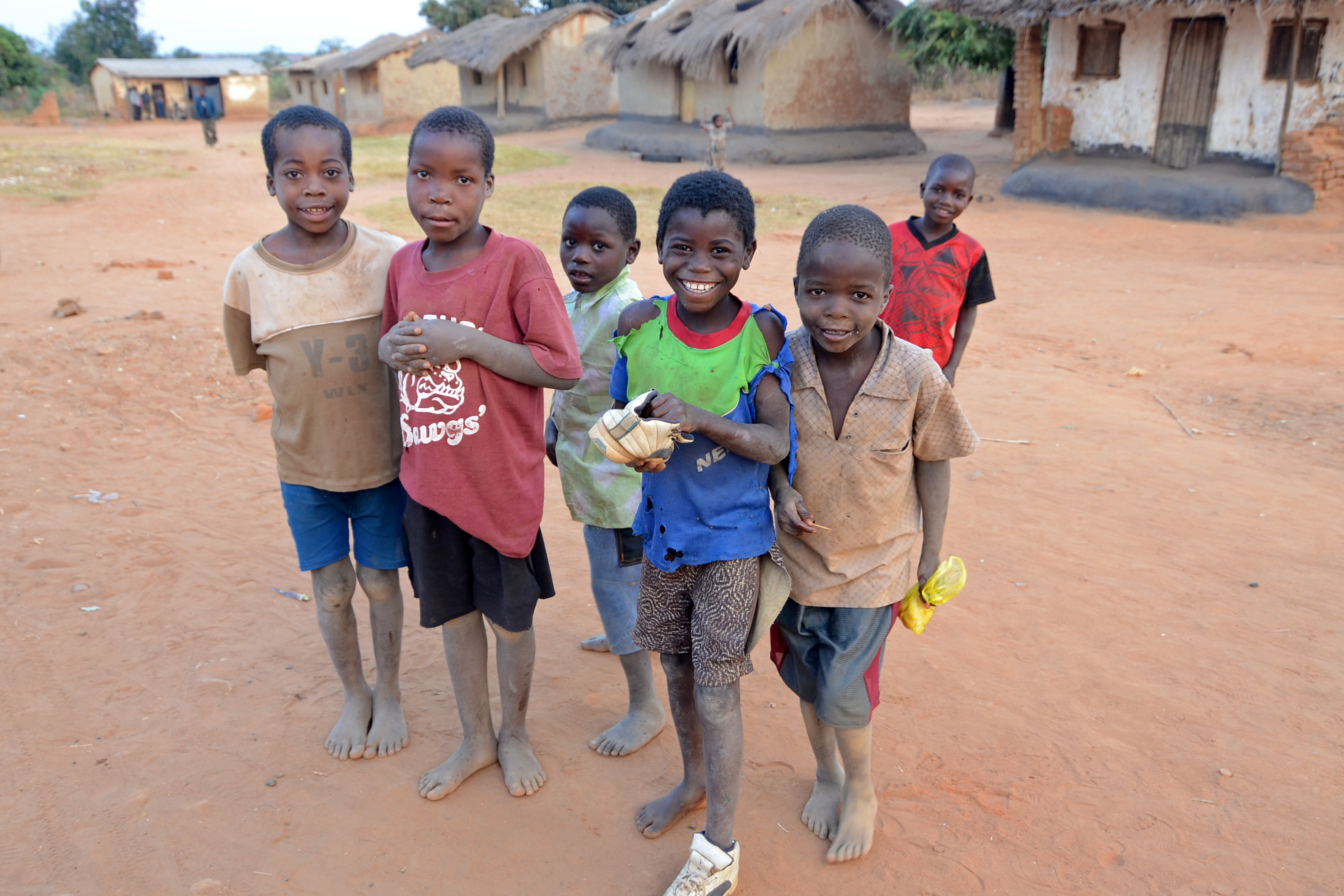
Huérfanos de Malaui, la fundación intenta darles un mejor porvenir.

## Historia
Raising Malawi es una organización sin ánimo de lucro fundada en 2006. En 2012, se inició un proyecto que al finalizar en 2014; construyó diez escuelas primarias en todo el país.

Cuando descubrí que había más de un millón de niños huérfanos por el VIH/sida, que vivían en uno de los países más pobres de África, sentí un abrumador sentido de responsabilidad para involucrarme y hacer lo que pudiera para ayudar a concienciar la situación.
—Madonna.

En julio de 2017, Madonna, a nombre de Raising Malawi, inauguró un moderno hospital para niños de clase mundial, que es el primer nosocomio de una tecnología igual al de uno en Europa o en los Estados Unidos. Se trata del Instituto Mercy James de Cirugía Pediátrica y Cuidados Intensivos.

### Objetivo
La misión es poner fin a la extrema pobreza y superar las dificultades que soportan los 1 400 000 niños del país. La fundación apoya con los siguientes recursos: comida, ropa, albergue, educación primaria y atención médica. Además Madonna insiste en el progreso y actualización ideológica moderna de los derechos humanos en el país.

### Documental
En 2008, se estrenó I Am Because We Are, una película documental filmada para mostrar la realidad del país. El director fue Nathan Rissman y contó con el protagonismo del expresidente estadounidense Bill Clinton. El documental fue aclamado por la crítica, ganó varios premios y desde 2009 puede verse en YouTube.

## Cooperación
Desde 2008, con el aderezamiento de Gucci, decenas de organizaciones lucrativas contribuyen económicamente a la fundación y se sabe públicamente que reconocidas estrellas mundiales como Tom Cruise, Rihanna, Demi Moore, Gwen Stefani, entre otras, han donado dinero.
Desde la página oficial de Raising Malawi pueden realizarse donaciones. La fundación tiene un compromiso por el cual anualmente dona la misma cantidad de dólares que la que recibe de la humanidad caritativa.